# David Zepeda
David Zepeda (născut pe 19 septembrie 1974 în Nogales, Sonora, Mexic) este un actor și model mexican, a studiat Dreptul la Universitatea din Sonora și Teatru la Centro de Formación Actoral de TV Azteca . El a reprezentat în Mexicul la concursul Manhunt International 2000, castigand locul II.
Si-a început cariera de actor participand in telenovele ale televiziunii TV Azteca. In cele din urmă a călătorit în Statele Unite, unde ea a apărut în câteva episoade din importante seriale de televiziune în limba engleză ca Shield, Buffy Vampire Slayer, ER și Boston Public, printre altele. Insa rolul "Omar" din telenovela Los Sanchez i-a dat oportunitatea de a arata talentul său ca un actor.
În 2006 a jucat in rolul principal din telenovela "Amores cruzados" alături de Patricia Vasquez, Gurfi Michel, Ana Lucía Domínguez și Fernando Ciangherotti într-o producție TV Azteca in colaborare cu Caracol TV Columbia, țară in care s-a filmat o parte din telenovela.
Acest rol i-a deschis noi orizonturi catre urmatorul rol principal, de data aceasta cu Venevision International care a filmat în Miami telenovela "Acorralada" cu Sonya Smith, Alejandra Lazcano, și William Levy Mariana Torres, unde David a jucat rolul lui "Maximiliano Irazabal" .
În 2009 a jucat in telenovela "Sortilegio" a Carlei Estrada in rol negativ, interpretand personajul "Bruno Albeniz" cu Julián Gil.
În 2010, el a apărut în telenovela "Soy tu duena" produsă de Nicandro Diaz, in rolul negativ "Alonso Penalvert".
În 2011 a jucat în telenovela "La fuerza del destino" produsa de Rosy Ocampo pentru Televisa.

## Telenovele
- 2013: Mentir para vivir - Ricardo Sánchez Bretón
- 2012: Abismo de pasión - Damian Arango
- 2011: La fuerza de destino - Ivan McGuire Villagomez
- 2010: Soy Tu Dueña - Alonso Peñalvert (protagonist)
- 2009: Sortilegio - Bruno Albeniz (antagonist)
- 2006: Acorralada - Maximiliano Irazabal
- 2006: Amores Cruzados - Diego
- 2006: Mi amor secreto
- 2006: Mi amor secreto
- 2004: Los Sánchez (2004-2005) - Omar
- 2004: Los Sánchez .... Omar (3 episoade, 2004-2005)
- 2004: La Heredera
- 2001: Como en el cine .... Paco
- 1999: Marea Brava .... Marcos

## Filmografie
- 2004: Desnudos - Julio